# レディ・イン・マイ・ライフ
「レディ・イン・マイ・ライフ」（英語:The Lady In My Life）は1983年に発表されたマイケル・ジャクソンの楽曲である。アルバム『スリラー』の9曲目に収録されている。

## 解説
1981年から1982年にこの曲は録音された。作詞作曲は「ロック・ウィズ・ユー」・「スリラー」・「オフ・ザ・ウォール」などの作詞作曲を手がけたロッド・テンパートン。シングルカットはされていない。
後奏がカットされていないロング・バージョンが存在し、2002年にロッド・テンパートンの提供楽曲を集めたコンピレーション『ザ・ソングス・オブ・ロッド・テンパートン』に収録されている。